# هيئة التمثيل

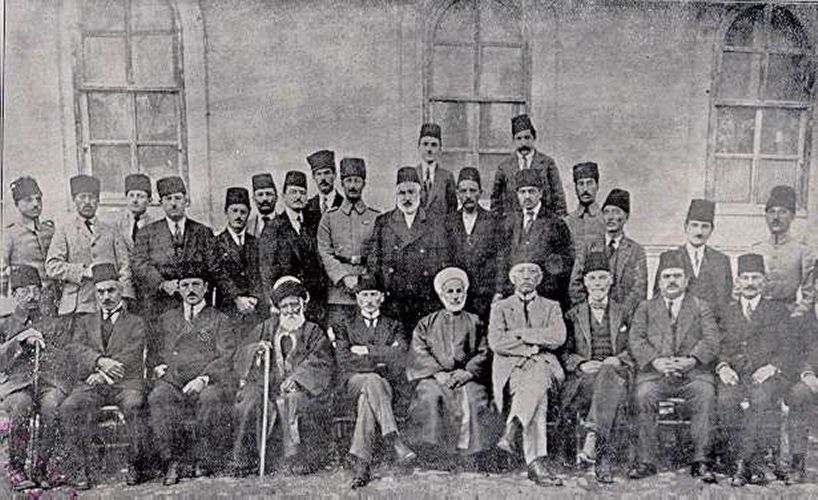
أعضاء مؤتمر سيواس في سبتمبر 1919.

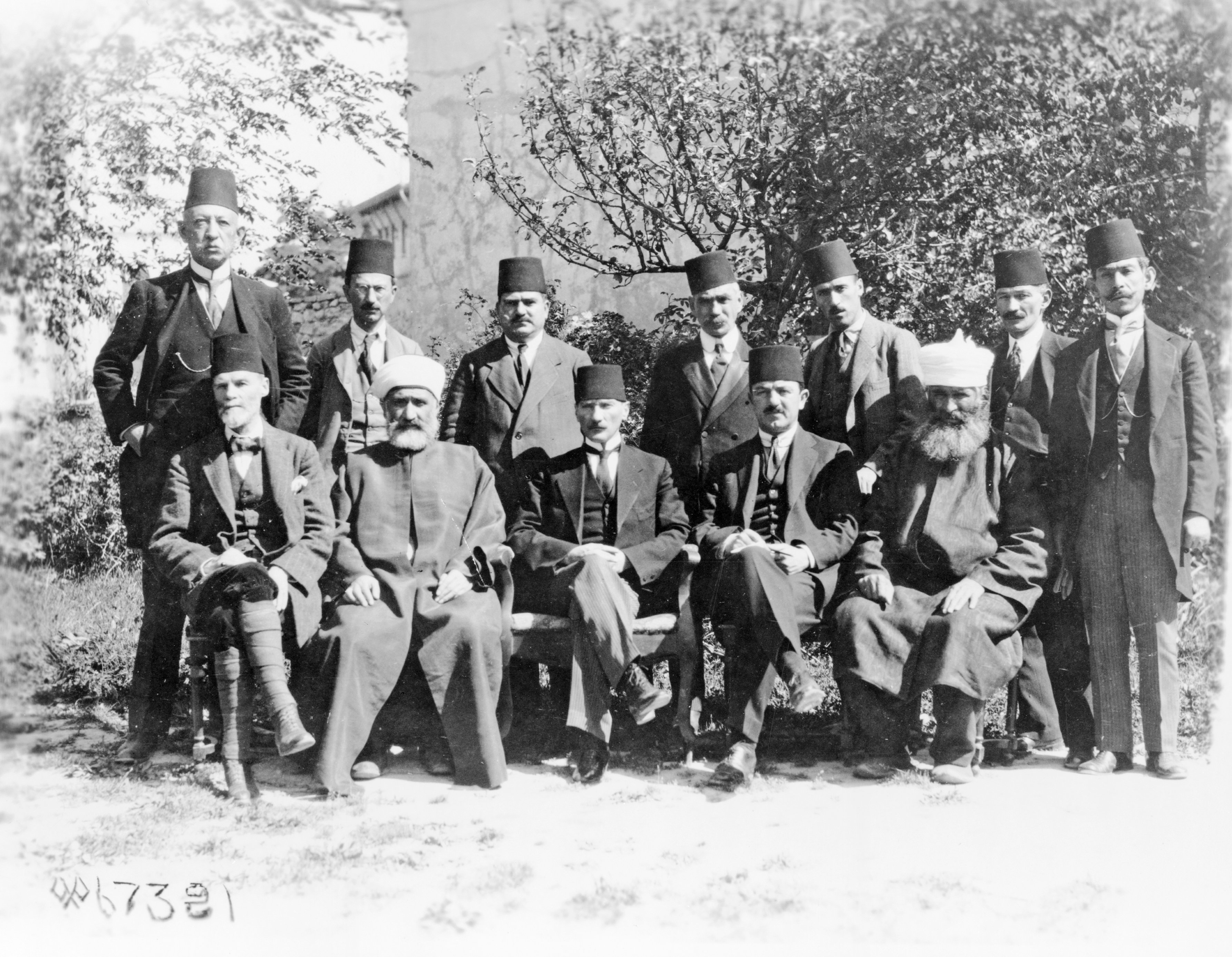
أعضاء مؤتمر سيواس في عام 1919

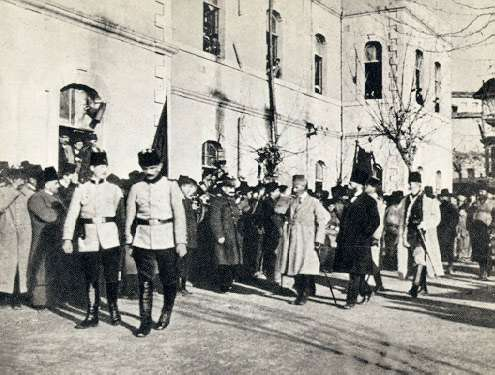
أول وصول للجنة التمثيلية في أنقرة في 27 ديسمبر 1919.

هيئة التمثيل (بالتركية: Heyet-i Temsiliye)‏ كانت الفرع التنفيذي للقوميين الأتراك قبل افتتاح الجمعية التركية الكبرى في الفترة 1919-1920.

## الخلفية
بعد هزيمة الدولة العثمانية في الحرب العالمية الأولى، التقى القوميين الأتراك في سيواس وقرروا النضال من أجل حرية تركيا. (انظر مؤتمر سيواس) ومع أن المؤتمر انتهى في 11 سبتمبر 1919، فقد تم إنشاء لجنة باعتبارها الفرع التنفيذي للمؤتمر.

## أعضاء اللجنة
كان عدد الممثلين في اللجنة 16 (تم اختيار 9 أعضاء بالفعل في مؤتمر أرضروم السابق).
- مصطفى كمال باشا (فيما بعد أتاتورك)
- رؤوف بك (فيما بعد رؤوف أورباي)
- بكر سامي بك (فيما بعد بكير سامي قندوه)
- رفعت بك (لاحقًا رفعت بيلي)
- كارا فاسيف بك (فيما بعد مصطفى فاسيف كاراكول)
- مظهر مفيد بك (فيما بعد مظهر مفيد قانصو)

لكن بعض الأعضاء الآخرين كانوا غير مبالين باللجنة ولم تجتمع اللجنة أبدًا مع العدد الإجمالي للممثلين. في وقت لاحق (1927) اشتكى مصطفى كمال أتاتورك في خطابه نطق من لامبالاة بعض أعضاء اللجنة.

## خلال حكم اللجنة
بعد مؤامرة فاشلة للقبض على مصطفى كمال من قبل الحاكم (علي غالب) من الحكومة العثمانية، حظرت اللجنة جميع الاتصالات بين مدن الأناضول وإسطنبول. استقال رئيس الوزراء العثماني الداماد فريد باشا. ومع تشكيل حكومة عثمانية جديدة (حكومة علي رضا باشا) في إسطنبول، استمرت اللجنة في العمل كحكومة بديلة في سيواس. وفي 27 ديسمبر 1919 انتقل أعضاء اللجنة إلى أنقرة.
قرر السلطان محمد السادس إعادة فتح الجمعية العامة للدولة العثمانية في إسطنبول بعد الانتخابات التي أجريت في 1919 ديسمبر. أيدت اللجنة هذا القرار وفي الواقع حضر بعض أعضاء اللجنة (مثل رؤوف بك وكارا فاسيف بك) البرلمان. التقى البرلمان في 12 يناير 1920. ومع ذلك، في 18 مارس 1920، احتلت القوات البريطانية في إسطنبول المدينة وأغلقت البرلمان. تم اعتقال أعضاء اللجنة فضلًا عن إرسال متعاطفين آخرين مع الكفاح الوطني التركي إلى المنفى في مالطا.
أعطى احتلال إسطنبول فرصة للجنة لفتح البرلمان في أنقرة. في 23 أبريل 1920 تم افتتاح الجمعية التركية الكبرى في أنقرة.

## ما بعد الحدث
بعد افتتاح البرلمان التركي تم تشكيل مجلس الوزراء الأول للوزراء التنفيذيين لتركيا (الحكومة) بدلًا من اللجنة.

## معرض الصور

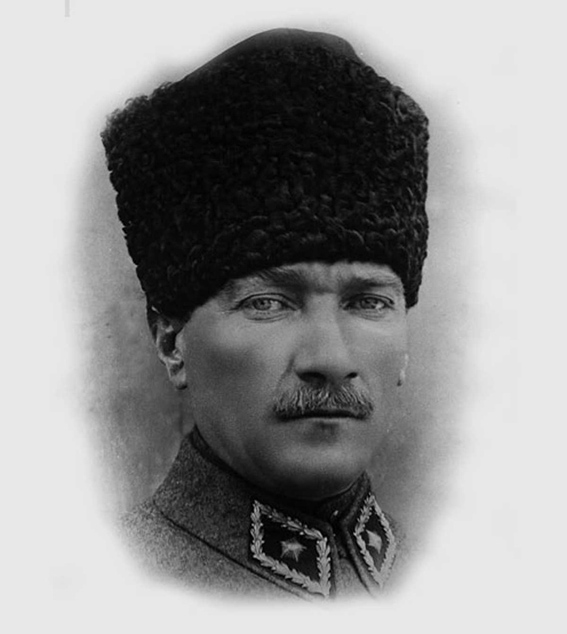
مصطفى كمال باشا
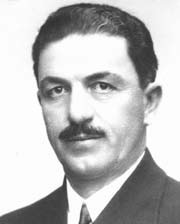
رؤوف بك
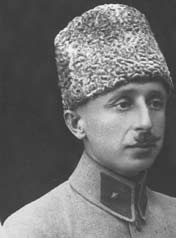
رفعت بك
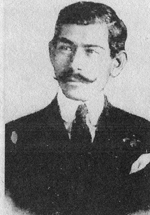
كارا فاسيف بك
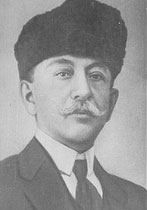
بكر سامي بك
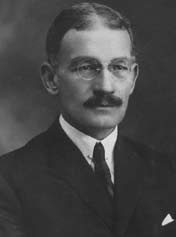
مظهر مفيد